# Dowghānlū
Dowghānlū (persiska: دُوقانلو, Dowqānlū, دوغانلو) är en ort i Iran.   Den ligger i provinsen Mazandaran, i den norra delen av landet, 200 km nordost om huvudstaden Teheran. Dowghānlū ligger 33 meter över havet och antalet invånare är 486.
Terrängen runt Dowghānlū är platt åt nordväst, men åt sydost är den kuperad. Runt Dowghānlū är det ganska tätbefolkat, med 72 invånare per kvadratkilometer. Närmaste större samhälle är Nekā, 2,1 km öster om Dowghānlū. I omgivningarna runt Dowghānlū växer i huvudsak blandskog.